# Krokoms kommun
Krokoms kommun är en kommun i Jämtlands län i landskapet Jämtland i Sverige. Centralort är Krokom.
I nordvästra delen av kommunen finns fjällterräng. Ett platåartat förfjällsområde med sjöar, myr- och skogsmark och enstaka toppar och glaciäreroderade dalgångar vidtar söder och öster om högfjällen. I öster löper en bitvis kraftigt markerad brant mot ett slättområde. I början av 2020-talet hade jord- och skogsbruk en relativt stark ställning inom det lokala näringslivet, lika stark som tillverkningsindustrin som i huvudsak bestod av mindre skogsindustriföretag. 
Från att kommunen bildades 1971 ökade befolkningen fram till 1995. Därefter minskade folkmängden. Under 2010-talet var befolkningstrenden återigen positiv. Största parti i samtliga val har varit Socialdemokraterna. Mandatperioden 2022–2026 är de också en del av den styrande koalitionen tillsammans med Moderaterna och Kristdemokraterna.

## Administrativ historik
Kommunens område motsvarar socknarna: Alsen, Aspås, Föllinge, Hotagen (från 1901), Laxsjö (från 1889), Näskott, Offerdal, Rödön och Ås. I dessa socknar bildades vid kommunreformen 1862 landskommuner med motsvarande namn, dock genom utbrytningar ur Föllinge landskommun för Laxsjö landskommun (1889) och Hotagens landskommun (1901). 
Vid kommunreformen 1952 uppgick Laxsjö landskommun i Föllinge landskommun samtidigt som de tre landskommunerna Aspås, Näskott och Ås uppgick i Rödöns landskommun medan Alsen, Hotagen och Offerdal förblev oförändrade. 1969 uppgick dock Hotagens landskommun i Föllinge landskommun.
Vid kommunreformen 1971 bildades kommuner av de tidigare landskommunerna Alsen, Föllinge, Offerdal och Rödön vilka 1974 sammanlades och bildade Krokoms kommun.
Kommunen ingick från bildandet till 1982 i Jämtbygdens domsaga och den ingår från 1982 i Östersunds domsaga.
Kommunen ingår sedan maj 2010 i Förvaltningsområdet för samiska, kommunnamnet på sydsamiska är  Krokomen tjïelte 

## Geografi
I väster gränsar kommunen mot Åre kommun och i norr och öster mot Strömsunds kommun, i söder och öster mot Östersunds kommun samt i nordväst mot Lierne kommun i Norge. Kommunen har 15 680 invånare och de flesta bor i kommunens södra del i området som benämns Storsjöbygden, där även centralorten Krokom ligger.

### Topografi och hydrografi

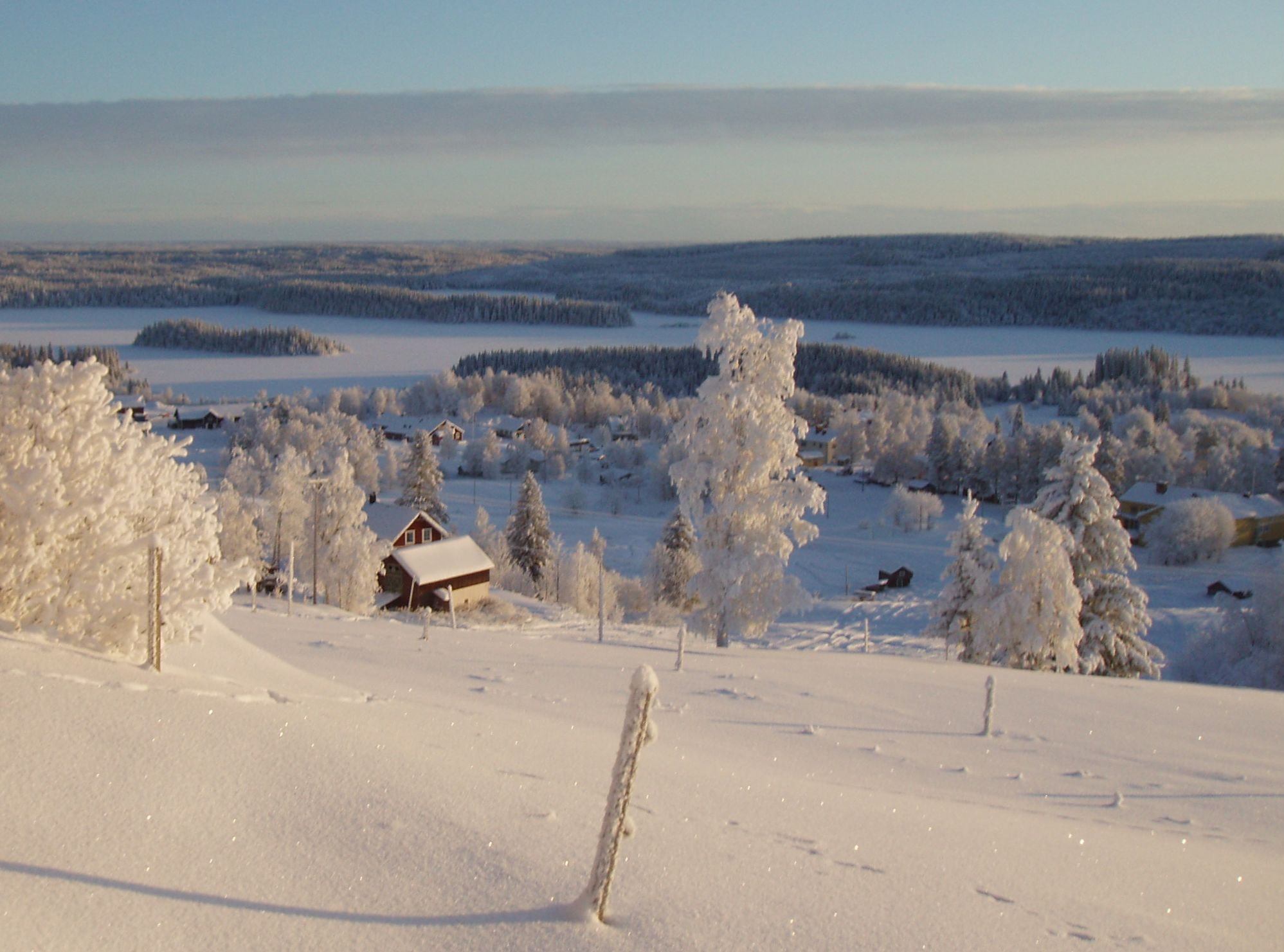
Vy över Laxsjön.

I nordvästra delen av kommunen finns fjällterräng. Där finns flera högfjällstoppar exempelvis inom fjällmassiven Oldfjällen och Hotagsfjällen. Ett platåartat förfjällsområde med sjöar, myr- och skogsmark och enstaka toppar och glaciäreroderade dalgångar vidtar  söder och öster om högfjällen. I öster löper en bitvis kraftigt markerad brant mot slättområdet med flera vattenfall. I  slättområdet består berggrunden av bland annat skiffer och kalksten. Detta har medfört  en rik naturlig flora med ett 20-tal arter orkidéer. Där vittnar stora stråk av isälvs- och issjöavsättningar om isavsmältningen.
Nedan presenteras andelen av den totala ytan 2020 i kommunen jämfört med riket.
|  | Bebyggelse (1,1 %) |

|  | Skog (68,1 %) |

|  | Öppen myrmark (13,3 %) |

|  | Jordbruksmark (1,8 %) |

|  | Övrig mark (15,7 %) |

|  | Bebyggelse (3,1 %) |

|  | Skog (68,0 %) |

|  | Öppen myrmark (7,2 %) |

|  | Jordbruksmark (7,4 %) |

|  | Övrig mark (14,3 %) |

### Naturskydd

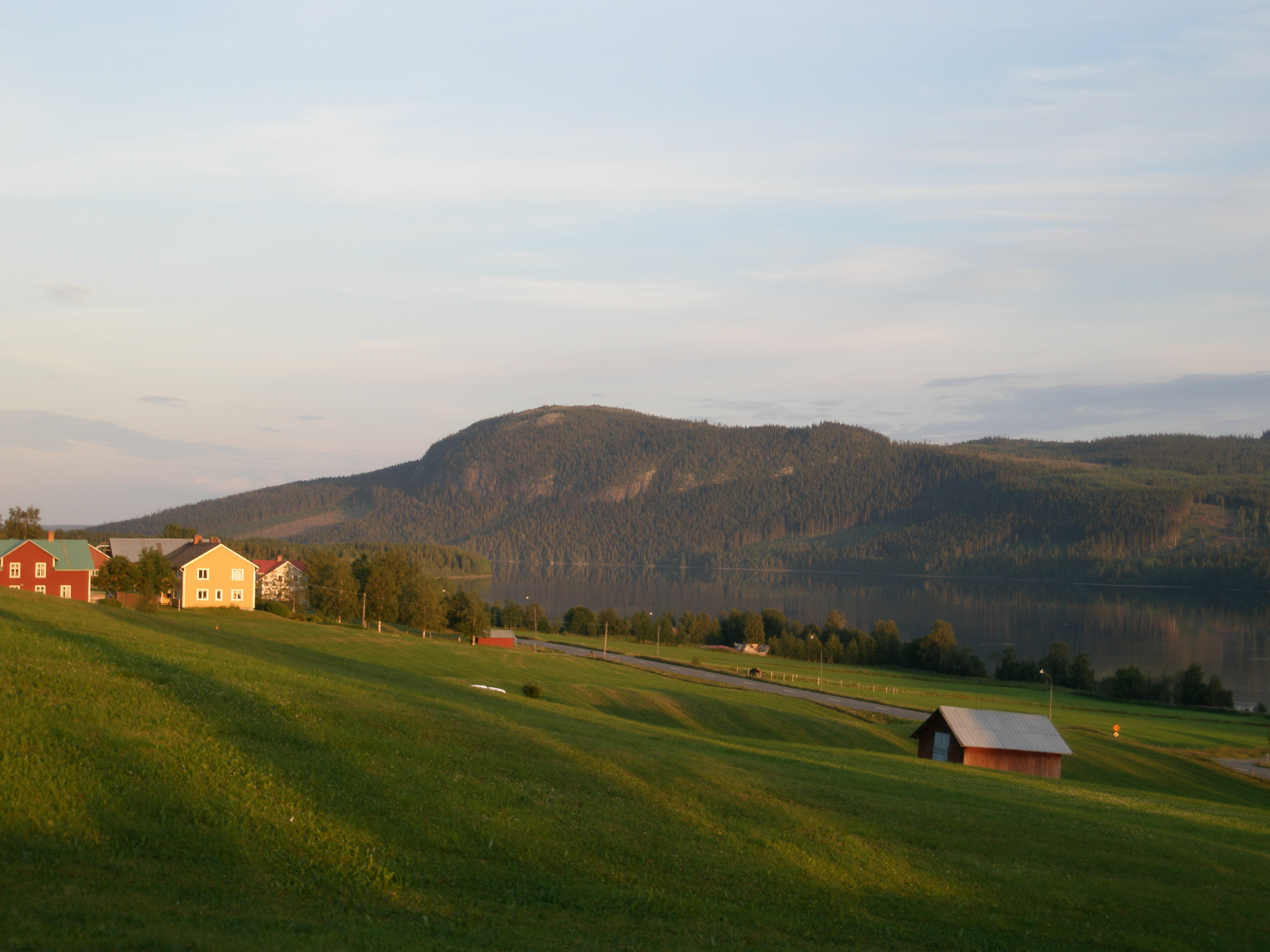
Hällberget sett från Kaxås.

År 2022 fanns 37 naturreservat i Krokoms kommun. Bland dessa hittas exempelvis  Oldflån-Ansättens naturreservat med omkring 214 olika arter av blommor, buskar och träd.Svenskådalens naturreservat, liksom Önets naturreservat, är förutom reservat även skyddade som Natura 2000-områden. Tysjöarnas naturreservat består av "världens största förekomster av kalkbleke". Andra exempel på naturreservat är Hällberget och Ansätten.

### Administrativ indelning
Fram till 2016 var kommunen för befolkningsrapportering indelad i sju församlingar – Alsens, Aspås, Föllingebygdens, Näskotts, Offerdals, Rödön och Ås.

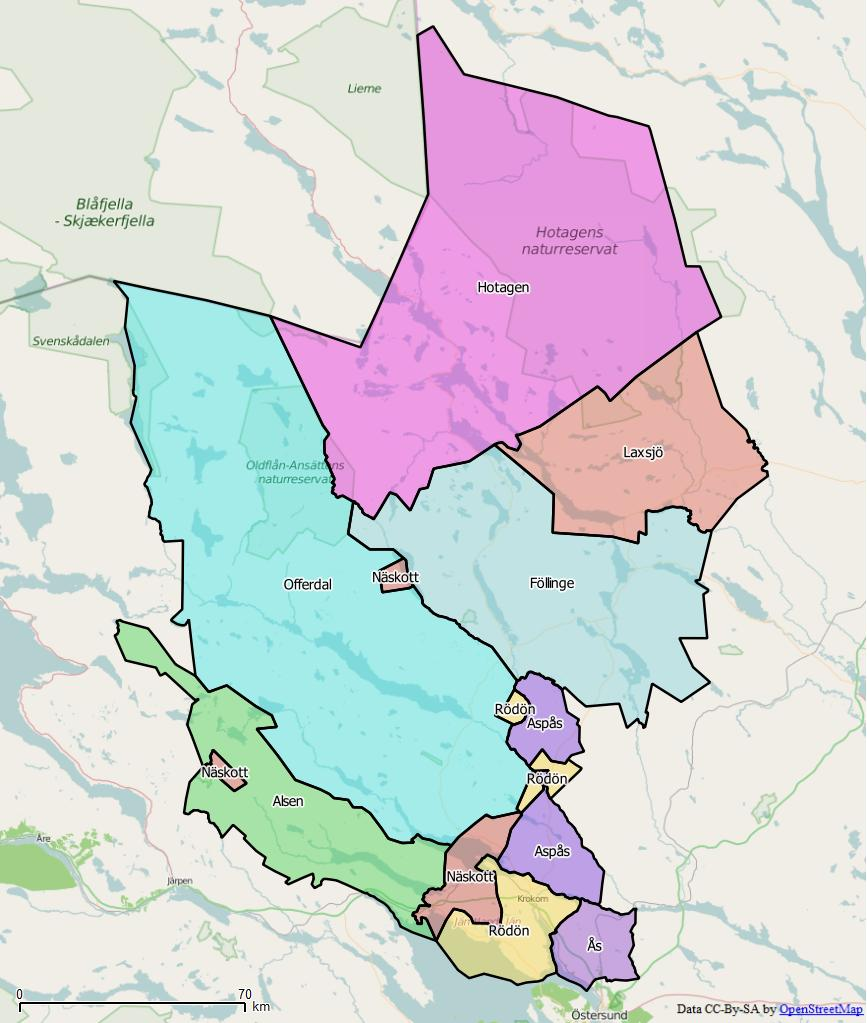
Distrikt (socknar) inom Krokoms kommun.

Från 2016 indelas kommunen istället i nio  distrikt, vilka motsvarar de tidigare socknarna:

- Alsen
- Aspås
- Föllinge
- Hotagen
- Laxsjö
- Näskott
- Offerdal
- Rödön
- Ås

### Tätorter
I kommunens sydöstliga del går gränsen mot Östersunds kommun så nära Östersund att en liten del av Östersunds tätort sträcker sig in i Krokoms kommun. Effekten av det är att cirka två procent av invånarna i Östersund bor i Krokoms kommun.
Det finns 11 tätorter i Krokoms kommun. I tabellen presenteras tätorterna i storleksordning per den 31 december 2019. Centralorten är i fet stil.
| Nr | Tätort               | Folkmängd |
| -- | -------------------- | --------- |
| 1  | Krokom               | 1 891     |
| 2  | Ås                   | 1 490     |
| 3  | Nälden               | 996       |
| 4  | Dvärsätt             | 768       |
| 5  | Aspås                | 484       |
| 6  | Föllinge             | 481       |
| 7  | Åssjöns norra strand | 348       |
| 8  | Änge                 | 338       |
| 9  | Hissmofors           | 321       |
| 10 | Vaplan               | 270       |
| 11 | Trångsviken          | 251       |

## Styre och politik

### Styre
| År        | Partier | Partier | Partier | Partier |    |
| --------- | ------- | ------- | ------- | ------- | -- |
| 1976-1982 | M       | FP      | KD      | C       |    |
| 1982–1985 | S       | V       |         |         |    |
| 1985–1994 | S       | V       | MP      |         |    |
| 1994–1998 | S       |         |         |         |    |
| 1998–2006 | S       | C       |         |         |    |
| 2006-2010 | M       | FP      | KD      | C       | MP |
| 2014-2022 | M       | FP      | KD      | C       | MP |
| 2022-2026 | M       | S       | KD      |         |    |

Krokoms kommun styrdes inledningsvis av de borgerliga partierna med Centerpartiet i spetsen. År 1982 tog Socialdemokraterna över med hjälp av Vänsterpartiet. År 1985 hade de röda partierna också stöd av Miljöpartiet som då hade en vågmästarroll. 1994 gjorde Socialdemokraterna ett rekordval och fick för första gången en egen majoritet i kommunfullmäktige. Fyra år senare gjorde Socialdemokraterna ett betydligt sämre val och väljarstödet för partiet i kommunen sjönk från 55 till 40 procent. Socialdemokraterna och Centerpartiet inledde då ett stort blocköverskridande samarbete. Den nya majoriteten förfogade över 29 av kommunens samtliga 45 mandat. Samarbetet mellan de båda partierna fortsatte även efter kommunvalet 2002 då deras majoritet blev än större efter att Centerpartiet ökade med ett mandat. Efter valet 2002 bildade (V)+(M)+(MP)+(KD)+(FP) en regnbågsallians. Man lade oppositionsbudgetar och blev en samlad front mot majoritetspartierna.
Efter kommunvalet 2006 minskade samtliga partiers väljarstöd bortsett från Moderaterna som ökade rejält. De båda styrande partierna inledde diskussioner med oppositionspartierna. Trots det såg det länge ut som om den sittande majoriteten bestående av Socialdemokraterna och Centerpartiet skulle få fortsätta regera. Men Centerpartiet valde att bryta koalitionen med Socialdemokraterna och i stället samregera med Moderaterna, Folkpartiet, Kristdemokraterna och Miljöpartiet, som bröt den regnbågsallians man hade tillsammans med Vänsterpartiet under oppositionstiden. 
Efter kommunvalet 2014 minskade stödet för de flesta partier bortsett från Centerpartiet, Vänsterpartiet och Sverigedemokraterna vars stöd ökade. Liberalerna ramlade ur kommunfullmäktige. Inget av de traditionella blocken fick egen majoritet. De tre rödgröna partierna samlade sammanlagt 22 mandat av 45 medan Allianspartierna samlade 20 mandat. Förhandlingar inleddes mellan oppositionspartierna Socialdemokraterna och Vänsterpartiet med Miljöpartiet och Kristdemokraterna för att kunna bilda en majoritet, tillsammans samlade dessa partier 23 mandat, tillräckligt för en majoritet i fullmäktige. Samtidigt fördes diskussioner mellan Alliansen och Miljöpartiet. Slutligen meddelades att koalitionen mellan Alliansen och Miljöpartiet skulle fortsätta att styra kommunen, i minoritet. Sverigedemokraterna fick således en vågmästarroll i kommunfullmäktige. Socialdemokraterna och Vänsterpartiet fortsatte samarbetet i opposition. Oppositionsrådet Rolf Lilja (S) meddelade i början av 2016 att han skulle avgå som oppositionsråd i slutet av det året. I december 2016 valdes Niklas Rhodin (S) till nytt oppositionsråd och 2:e vice ordförande i kommunstyrelsen för Socialdemokraterna. 
Efter valet 2018 fortsatte den sittande minoritetskoalitionen styra, nu med 20 av 41 mandat. Det nya styret beklagades av oppositionsrådet Niklas Rhodin (S) som menade att det blev ett "osäkert minoritetesstyre". Valet 2022 ledde till maktskifte när en majoritetskoalition bestående av Socialdemokraterna, Moderaterna och Kristdemokraterna tog över makten.

### Politik
Krokoms kommun är Jämtlands läns "grönaste" kommun eftersom både Centerpartiet och Miljöpartiet har sina högsta noteringar i denna kommun. Samtliga partier i kommunfullmäktige motsätter sig uranbrytning inom kommunens gränser.

### Kommunfullmäktige

#### Presidium
| Presidium 2022–2026    | Presidium 2022–2026 | Presidium 2022–2026 |
| ---------------------- | ------------------- | ------------------- |
| Ordförande             | M                   | Stina Kimselius     |
| Förste vice ordförande | S                   | Katarina Rosberg    |
| Andre vice ordförande  | C                   | Gunnar Hellström    |

#### Mandatfördelning 1973–2022
|  | 22 | 2 | 16 | 3 | 2 | 3 |

| 42 | 7 |

|  | 22 | 2 | 16 | 4 |  | 3 |

| 39 | 10 |

| 2 | 22 | 2 | 14 | 3 | 2 | 4 |

| 33 | 16 |

| 2 | 23 | 16 | 2 |  | 5 |

| 34 | 15 |

| 2 | 22 | 2 | 14 | 3 |  | 5 |

| 38 | 11 |

| 2 | 24 | 2 | 13 | 3 |  | 4 |

| 30 | 19 |

| 2 | 23 | 2 | 12 | 2 | 2 | 6 |

| 30 | 19 |

| 2 | 27 | 3 | 11 |  |  | 4 |

| 26 | 23 |

| 5 | 18 | 3 | 11 |  | 2 | 5 |

| 24 | 21 |

| 4 | 18 | 3 | 12 | 2 | 2 | 4 |

| 23 | 22 |

| 4 | 17 | 3 | 12 |  | 2 | 6 |

| 23 | 22 |

| 3 | 17 | 3 |  | 11 |  |  | 8 |

| 24 | 21 |

| 4 | 16 | 2 | 3 | 13 |  | 6 |

| 25 | 20 |

| 3 | 13 |  | 4 |  | 12 |  | 6 |

| 23 | 18 |

| 3 | 12 |  | 5 |  | 10 | 2 | 7 |

| 21 | 20 |

### Nämnder

#### Kommunstyrelse
| Presidium 2022–2026    | Presidium 2022–2026 | Presidium 2022–2026 |
| ---------------------- | ------------------- | ------------------- |
| Ordförande             | S                   | Maria Jacobsson     |
| Förste vice ordförande | M                   | Carl-Oscar Fransson |
| Andre vice ordförande  | C                   | Karin Jonsson       |

#### Lista över kommunstyrelsens ordförande
Efter valet 2006 gick Maria Söderberg (C) från kommunalråd på deltid till heltid då hon utsågs till kommunstyrelsens ordförande. Göte Swén (M) blev kommunstyrelsens första vice ordförande och kommunalråd på deltid. Tidigare ordföranden och kommunalrådet Rolf Lilja (S) utsågs till kommunstyrelsens andra vice ordförande och oppositionsråd. I och med detta hamnade Socialdemokraterna, för första gången på 24 år, i opposition. Maria Söderberg (C) meddelade i slutet av 2017 att hon kommer avgå som kommunalråd efter valet 2018, oavsett valresultat.
| Namn | Namn                | Från | Till | Politisk tillhörighet |
| ---- | ------------------- | ---- | ---- | --------------------- |
| S    | Anton Sundström     | 1982 | 1985 | Socialdemokraterna    |
| S    | Sture Hernerud      | 1985 | 1996 | Socialdemokraterna    |
| S    | Sören Runesson      | 1996 | 1999 | Socialdemokraterna    |
| S    | Kjerstin Berthelsen | 1999 | 2005 | Socialdemokraterna    |
| S    | Rolf Lilja          | 2005 | 2006 | Socialdemokraterna    |
| C    | Maria Söderberg     | 2006 | 2018 | Centerpartiet         |
| C    | Malin Bergman       | 2018 | 2019 | Centerpartiet         |
| C    | Karin Jonsson       | 2019 |      | Centerpartiet         |

#### Övriga nämnder
| Nämnd                            | Ordförande | Ordförande            | Vice ordförande | Vice ordförande  | 2:e vice ordförande | 2:e vice ordförande   | 2:e vice ordförande |
| -------------------------------- | ---------- | --------------------- | --------------- | ---------------- | ------------------- | --------------------- | ------------------- |
| Socialnämnden                    | C          | Andreas Karlsson      | M               | Frida Skoog      | S                   | Gunnel Westin Persson |                     |
| Barn- och utbildningsnämnden     | M          | Jannike Hillding      | C               | Astrid Lönn Jern | S                   | Jenny Palin           |                     |
| Samhällsbyggnadsnämnden          | C          | Olof Wallgren         | KD              | Kjell Sundholm   | S                   | Leif Jonsson          |                     |
| Bygg- och miljönämnden           | MP         | Jan Runsten           | C               | Hans Åsling      | S                   | Mikael Karlsson       |                     |
| Valnämnden                       | C          | Tommy Lennartsson     | KD              | Lena Persson     | S                   | Viveca Asproth        |                     |
| Länssamverkan överförmyndarnämnd | M          | Anna-Karin Hammarberg | S               | Maj Söderström   |                     |                       |                     |
| Krokomsbostäder AB styrelse      | M          | Bengt Olofsson        | S               | Maria Jacobsson  |                     |                       |                     |

### Vänorter
Krokoms kommun har två vänorter:
| Ort och land     | Sedan |
| ---------------- | ----- |
| Jilin, Kina      | 2005  |
| Haninge, Sverige | 1999  |

## Ekonomi och infrastruktur

### Näringsliv
I början av 2020-talet hade jord- och skogsbruk en relativt stark ställning inom det lokala näringslivet, denna sektor svarade för cirka 11 procent av arbetstillfällena. Omkring 12 procent av arbetstillfällena återfanns inom  tillverkningsindustrin som i huvudsak bestod av mindre skogsindustriföretag. De största företagen var C. Hallströms Verkstäder AB (ventilationsutrustning) och Andritz Hydro AB (vattenturbiner).
I kommunen fanns tre samebyar 2022, Njaarke sameby, Jovnevaerie sameby och Jijnjevaerie sameby. I deras renbetesområden ingår bland annat Vinklumpen, Makkene och Stuore-Tjåure.

#### Råvaror
På gruvfjället har det funnits gruvor sedan 1600-talet. Där hittades ursprungligen silver av en same, senare bröts där bly. I Oldengruvan bröts bergkristaller till optisk och teleteknisk industri under andra världskriget.

#### Turism
Bland turistattraktioner i kommunen hittas exempelvis Skärvångens bymejeri, med cirka 9 000 besökare under sommaren (2009), och Mus-Olles museum. Den senare hade tidigare omkring 10 000 besökare årligen men hade fram till 2016 sjunkit till cirka 3 000. Åkersjön Le Mans, eller Skoterns julafton, är en tävling i Åkersjön som lockar många åskådare.
Ett stort antal vandrings- och skidleder finns i kommunen, bland annat i Offerdalsfjällen från Jänsmässholmen och Frankrike.
I Offerdal finns också skidanläggning på Almåsaberget. Skidbacke finns också på Önrun.

### Infrastruktur

#### Transporter
Kommunens södra del genomkorsas av Europaväg 14. Från söder till norr genomkorsas kommunen av länsväg 340. Genom östra delen av kommunen går länsvägarna 339 och 344.

## Befolkning

### Demografi

#### Befolkningsutveckling
Kommunen har 15 680 invånare (31 december 2024), vilket placerar den på 152:a plats avseende folkmängd bland Sveriges kommuner. Kommunens befolkningstillväxt 2010–2035 prognostiseras till +7%.
| Befolkningsutvecklingen i Krokoms kommun 1970–2020 | Befolkningsutvecklingen i Krokoms kommun 1970–2020 | Befolkningsutvecklingen i Krokoms kommun 1970–2020 | Befolkningsutvecklingen i Krokoms kommun 1970–2020 | Befolkningsutvecklingen i Krokoms kommun 1970–2020 |
| -------------------------------------------------- | -------------------------------------------------- | -------------------------------------------------- | -------------------------------------------------- | -------------------------------------------------- |
|                                                    |                                                    |                                                    |                                                    |                                                    |
| År                                                 |                                                    |                                                    | Folkmängd                                          |                                                    |
| 1970                                               | 1970                                               |                                                    | 12 921                                             |                                                    |
| 1975                                               | 1975                                               |                                                    | 13 112                                             |                                                    |
| 1980                                               | 1980                                               |                                                    | 13 418                                             |                                                    |
| 1985                                               | 1985                                               |                                                    | 13 979                                             |                                                    |
| 1990                                               | 1990                                               |                                                    | 14 373                                             |                                                    |
| 1995                                               | 1995                                               |                                                    | 14 716                                             |                                                    |
| 2000                                               | 2000                                               |                                                    | 14 154                                             |                                                    |
| 2005                                               | 2005                                               |                                                    | 14 130                                             |                                                    |
| 2010                                               | 2010                                               |                                                    | 14 535                                             |                                                    |
| 2015                                               | 2015                                               |                                                    | 14 785                                             |                                                    |
| 2020                                               | 2020                                               |                                                    | 15 054                                             |                                                    |

#### Utländsk bakgrund
Den 31 december 2014 utgjorde antalet invånare med utländsk bakgrund (utrikes födda personer samt inrikes födda med två utrikes födda föräldrar) 1 049, eller 7,16 % av befolkningen (hela befolkningen: 14 648 den 31 december 2014). Den 31 december 2002 utgjorde antalet invånare med utländsk bakgrund enligt samma definition 598, eller 4,27 % av befolkningen (hela befolkningen: 14 005 den 31 december 2002).

#### Invånare efter de vanligaste födelseländerna
Den 31 december 2014 utgjorde folkmängden i Krokoms kommun 14 648 personer. Av dessa var 944 personer (6,4 %) födda i ett annat land än Sverige. I denna tabell har de nordiska länderna samt de 12 länder med flest antal utrikes födda (i hela riket) tagits med. En person som inte kommer från något av de här 17 länderna har istället av Statistiska centralbyrån förts till den världsdel som deras födelseland tillhör.
| Födelseland      | Födelseland                       | Födelseland |
| ---------------- | --------------------------------- | ----------- |
| 31 december 2014 |                                   |             |
| 1                | Sverige                           | 13 704      |
| 2                | Norge                             | 169         |
| 3                | Europeiska unionen: Övriga länder | 123         |
| 4                | Afrika: Övriga länder             | 120         |
| 5                | Finland                           | 75          |
| 6                | Asien: Övriga länder              | 69          |
| 7                | Syrien                            | 55          |
| 8                | Tyskland                          | 50          |
| 9                | Afghanistan                       | 45          |
| 10               | Thailand                          | 44          |
| 11               | Polen                             | 28          |
| 12               | Bosnien och Hercegovina           | 24          |
| 13               | Danmark                           | 22          |
| 14               | Irak                              | 21          |
| 15               | Sydamerika                        | 19          |
| 16               | Europa utom EU: Övriga länder     | 18          |
| 16               | Nordamerika                       | 18          |
| 18               | Iran                              | 17          |
| 19               | Somalia                           | 8           |
| 20               | Kina                              | 6           |
| 21               | / SFR Jugoslavien/FR Jugoslavien  | 5           |
| 22               | Island                            | 3           |
| 23               | Sovjetunionen                     | 2           |
| 23               | Turkiet                           | 2           |
| 25               | Oceanien                          | 1           |
| 26               | Okänt födelseland                 | 0           |

## Kultur

### Kulturarv

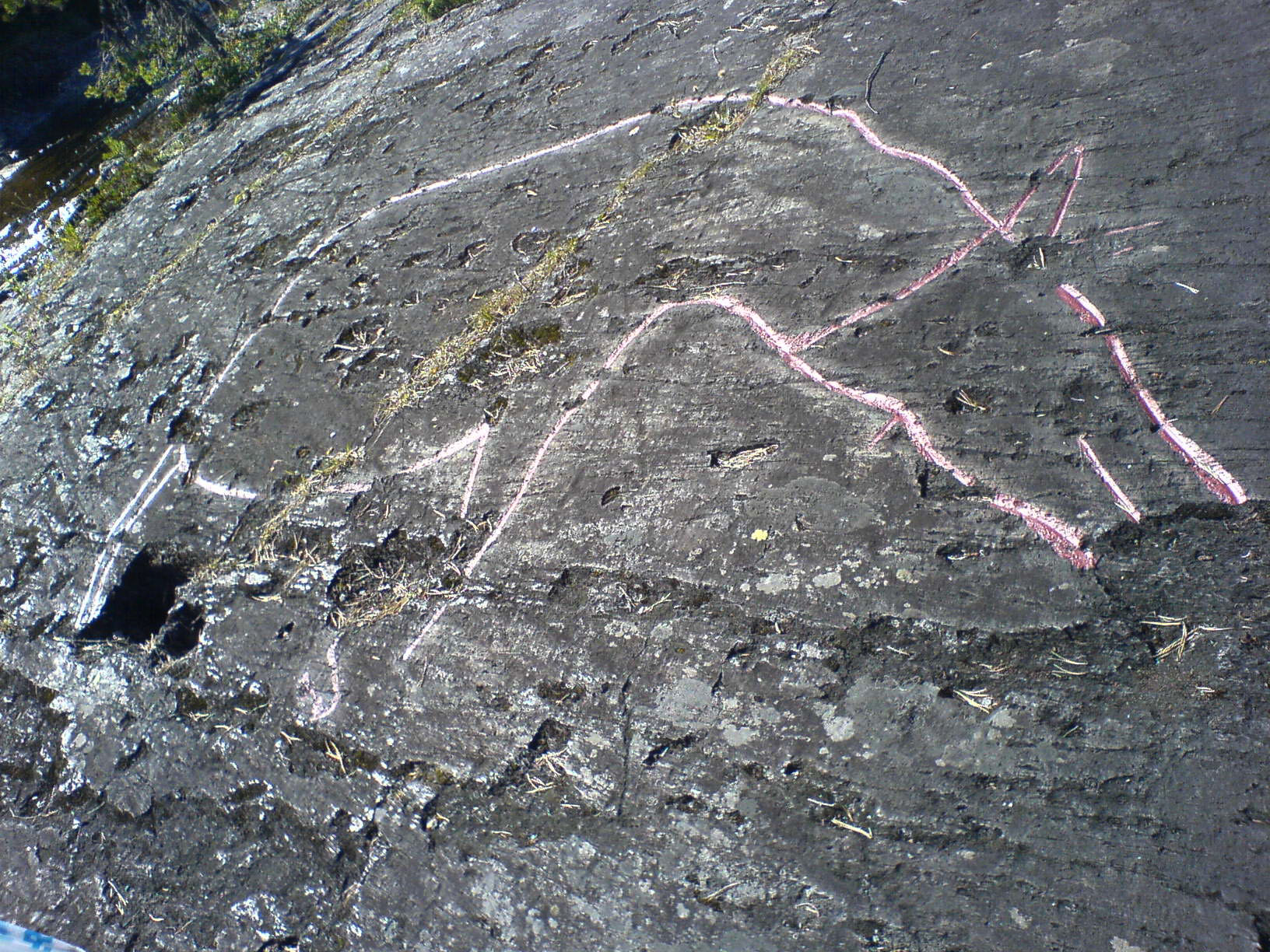
En hällristning föreställande en älg vid Gärdesån i Offerdals socken.

I Glösa finns hällristningar som härstammar från 4 000 f.Kr. och en hel stenåldersvärld har byggts upp där. Hällristningar finns även vid Gärdesån, nära Tångeråsen i Offerdals socken. I Rönnöfors finns en järnbruksruin. Andra utflyktsmål i kommunen är till exempel Hällberget i Kaxås, hembygdsgården i Ede och badplatsen Önsjön i Ås.
Ett annat kulturarv är skansen Klintaberg som uppfördes under andra världskriget. Syftet var att stoppa en eventuell tysk invasion från Norge. Skansen användes av Försvarsmakten fram till 1980-talet.

### Kommunvapen
Blasonering: I fält av silver en av vågskuror bildad dubbel blå sparre, sänkt och störtad, däröver en röd gumse i hällristningsmanér.
Vapnet skapades av konstnären Gunnar Rudin och registrerades hos Patent- och registreringsverket 1977.
Den tidigare kommunen Offerdal hade ett vapen, vars giltighet upphörde 1974.